# Grevillea muricata
Grevillea muricata är en tvåhjärtbladig växtart som beskrevs av John McConnell Black. Grevillea muricata ingår i släktet Grevillea och familjen Proteaceae. Inga underarter finns listade i Catalogue of Life.